# 12 Meter ohne Kopf
12 Meter ohne Kopf (vereinzelt auch: Zwölf Meter ohne Kopf) ist eine deutsche Abenteuer-Komödie aus dem Jahr 2009. Der Spielfilm behandelt das Leben des Piraten Klaus Störtebeker, dabei wird dessen Leben aber eher als Satire dargestellt. Regie bei dem Spielfilm führte Sven Taddicken. Der deutsche Kinostart war am 10. Dezember 2009.

## Handlung
Der Pirat Klaus Störtebeker genießt mit seinem Freund Gödeke Michels das Leben in vollen Zügen: viel Geld, viele Frauen, viel Wein. Doch eines Tages wird Störtebeker niedergestochen, und sein Leben verändert sich schlagartig: Der einst so starke und mutige Anführer benimmt sich ängstlich und will mit der schönen, jungen Frau Bille sesshaft werden. Allerdings wird er gefangen genommen und soll hingerichtet werden.
Der Film beginnt damit, dass ein Mann zu seiner Hinrichtung geführt wird. Bevor er geköpft wird, beteuert er, dass er – Klaus Störtebeker – ein Leben in absoluter Freiheit geführt habe und keine Sekunde davon missen möchte. Dem anwesenden Hermann Lange fällt auf, dass dies gar nicht Störtebeker ist, und rät dem die Hinrichtung leitenden Simon von Utrecht, diese zu stoppen. Doch der lehnt ab.
Dann springt der Film ein Jahr zurück. Klaus Störtebeker und seine Mannschaft überfallen gerade ein Schiff der Hanse. Ein Erzähler stellt die Mitglieder der Mannschaft vor, darunter auch Gödeke Michels, den Mann, der in der vorherigen Szene hingerichtet werden sollte. Klaus sieht, wie der Kapitän des Schiffs unter Deck flieht, und folgt ihm. Doch der Kapitän kann ihm ein Messer in die Brust rammen und entkommen. Klaus geht zu Boden und verliert das Bewusstsein.
Klaus kommt später an einem Strand wieder zu sich. Seine Mannschaft ist bei ihm, aber sie haben ihr Schiff beim Kampf verloren. In ihrem Schlupfwinkel Marienhafe können sie zum Glück ein neues Boot bekommen. Hier lernt Klaus auch Bille kennen. Sie wirft die Frage auf, ob es vielleicht etwas zu bedeuten habe, dass er schon mal tot war (in Bezug auf seine Verletzung). Unterdessen flirtet Michels mit der Kellnerin Okka, doch sie lässt ihn abblitzen.
Am nächsten Tag sticht Störtebekers Mannschaft mit ihrem neuen Schiff in See. Dabei müssen sie feststellen, dass es eine ziemlich heruntergekommene Nussschale ist. In einer Ecke finden sie das Skelett des Vorbesitzers und eine chinesische Kanone, mit der sie allerdings nichts anzufangen wissen, da Kanonen zu dieser Zeit in Europa noch praktisch unbekannt sind. Mit der Zeit offenbart sich, dass Klaus sich seit seiner Verletzung sehr verändert hat – er ist plötzlich viel ängstlicher geworden. Darunter leidet natürlich die Erfolgsrate der Plünderungen. Darüber frustriert, verschwindet die Mannschaft bis auf Klaus und Michels eines Nachts. Klaus meint, dass es vielleicht besser sei, wenn auch er das Schiff verließe und lässt Michels allein auf dem Schiff zurück.
Michels will sich erhängen. Als er dabei eine Kerze umstößt, löst er ein Feuer aus, das die Kanone zündet. Von dem lauten Knall irritiert, kehrt Klaus auf das Schiff zurück und rettet Michels. Die beiden erkennen das Potenzial der Kanone. Bald darauf kehrt auch der Rest der Mannschaft zurück, und mit der Kanone steigt die Zahl ihrer Plünderungserfolge drastisch. Der Stadtrat von Hamburg muss machtlos zusehen, wie Störtebekers Mannschaft den Seehandel praktisch unmöglich macht. Der Rat lässt sich von den Kaufleuten Hermann Lange und Nikolaus Schocke die Wirkung der neuen Waffe erläutern und Gegenmaßnahmen vorschlagen.
Als die Crew wieder einmal in Marienhafe an Land geht, möchte Michels seine Angebetete Okka mit den erbeuteten Schätzen beeindrucken, doch sie teilt ihm mit, dass sie nun verlobt ist. Klaus demonstriert Bille die Macht der Kanone, aber sie zeigt sich wenig beeindruckt. Sie bittet Klaus, an Land zu bleiben, wenn er das nächste Mal wieder kommt. Währenddessen hat Michels Okkas Verlobten gefunden und will seinem Frust Luft machen, indem er diesen kastriert. Klaus kann diesen sinnlosen Akt der Gewalt durch rechtzeitiges Eingreifen stoppen.
Zurück auf See, machen sich die anderen Mannschaftsmitglieder hemmungslos über Michels Versagen in der Liebe lustig. Der kann jedoch nicht recht darüber lachen und lässt einen der Männer (Lupe) in ein Fass stecken, das dann an einem Seil hinter dem Schiff hergezogen wird. Dies soll ihm eigentlich nur einen Denkzettel verpassen, doch dann reißt das Seil, und das Fass treibt hilflos davon.
Michels befürchtet, dass die Hanse dicht macht, das heißt, dass gar keine Handelsschiffe mehr sich auf die Nordsee wagen werden. Also beschließen er und die Mannschaft, nach Hamburg zu segeln und es den verhassten Pfeffersäcken zu zeigen. Klaus weiß, dass dies eine wahnsinnige Selbstmordmission ist, doch er kann den fest entschlossenen Michels nicht aufhalten. Stattdessen versenkt er eines Nachts die Kanone, um Michels zur Umkehr zu zwingen. Doch da tauchen bereits unter Führung Langes und Schockes die Kriegsschiffe der Hanse auf. Nun mit eigenen Kanonen bewaffnet, versenken sie Störtebekers Schiff und nehmen ihn gefangen. Ihrem Vorgesetzten, Simon von Utrecht, berichten sie, dass alle anderen mit Sicherheit ertrunken seien.
Michels konnte mit seinem Leben davon kommen und sucht Unterschlupf auf einem Bauernhof. Dort begegnet er auch Lupe, der ihm (nach einem heftigen Schlag ins Gesicht) berichtet, wie er überlebt hat. Die beiden versuchen, ein neues Leben als Radieschenbauern anzufangen. Doch Michels hält dieses ärmliche, langweilige Leben nicht lange aus. Er stiehlt ein Pferd und macht sich zusammen mit Lupe auf den Weg, um Klaus Störtebeker vor der Hinrichtung zu retten. Sie verkleiden sich als Wachleute und befreien ihn aus seinem Gefängnis, und Michels erzählt ihm von seinem Plan, ein neues Schiff zu beschaffen und ihr Piratenleben fortzuführen. Doch Klaus lehnt ab – er will kein Pirat mehr sein. Daraufhin lässt sich Michels bereitwillig festnehmen, um Klaus’ Flucht zu ermöglichen. Darauf folgt die Hinrichtungsszene, die der Zuschauer vom Anfang des Films kennt. Diesmal ist sie jedoch ein wenig länger; sie endet damit, dass Michels (als das Schwert schon auf seinen Hals zuschwingt) ein letztes Mal „Fick die Hanse!“ brüllt.
Dann sieht man Klaus, vermutlich einige Wochen später, wie er am Lagerfeuer sitzt und Kindern von den Abenteuern des großen Klaus Störtebeker erzählt, unter anderem, dass dieser nach seiner Hinrichtung noch zwölf Meter ohne Kopf gelaufen sei. Als schließlich die Kinder im Bett sind, erscheint Klaus der Geist von Klaus Störtebeker, also Gödeke Michels. Dieser sagt ihm, dass er die Geschichte noch viel weiter ausschmücken muss. Er beginnt, ein paar Ideen aufzuzählen, die heute tatsächlich zu den Legenden über Störtebeker gehören, z. B. dass ihnen ein Verräter Blei ins Ruder gegossen hat.

## Produktion
Drehorte waren die Stadt Kappeln in Schleswig-Holstein, das Middelaldercentret in Nykøbing Falster die dänische Hafenstadt Nykøbing Falster, die Stadt Barth und die Hansestadt Stralsund in Mecklenburg-Vorpommern. Die Premiere des Films fand in Husum statt. An der Filmproduktion beteiligten sich u. a. die Magnolia Filmproduktion, Warner Bros. und Wüste Film. Der Verleiher ist Warner Bros. Entertainment. Die Kosten des Films belaufen sich auf sechs Millionen Euro.

## Kritik
„Vitales Abenteuerkino mit ebenso komischen wie dramatischen Momenten, das die Störtebeker-Legende fabulierfreudig weiter spinnt und als pralle, konflikt- und ereignisreiche Geschichte der Freundschaft von Störtebeker und seinem Bundesgenossen Gödeke Michels erzählt. Eine atmosphärisch dichte Rebellen-Fantasie mit guten Darstellern, Rock’n’Roll-Musik und einem gegenwartsbezogenen Sprachgebrauch, die als fantasievolle Spekulation über Leben, Denken und Wirken einer Hand voll "Halbstarker" unterhält.“

„Kaum überraschend, dass mit einem Budget von sechs Millionen Euro karibische Kämpfe mit üppigen Digitaleffekten nicht geleistet werden können, dass ‚12 Meter ohne Kopf‘ mehr ein Film der Gesichter als der Action ist. Taddicken, der zuvor unorthodoxe Familienkomödien (Mein Bruder der Vampir) und Liebesgeschichten (Emmas Glück) inszenierte, konzentriert sich auf seine Buddies, mit Engagement gespielt von Newcomer Ronald Zehrfeld und Matthias Schweighöfer, und auf Situationskomik, die nicht immer zündet, obwohl der Verlust von Störtebeckers Mojo, seine Entmännlichung, mehr Munition geboten hätte. Im Kielwasser von Captain Sparrow sind Piraten erneut die Rockstars ihrer Zeit. Anachronismus ist dabei Stilprinzip. Die Ausstattung führt in die Vergangenheit, die Sprache in die Moderne, während die Musik der etwas gemächlich dahinschaukelnden Story mit Glam Rock und Punk Dampf macht. Gedreht wurde größtenteils auf See, mit drei nachgebauten Koggen. Geopfert wurde für dieses Herzensprojekt von Seiten der Macher viel, nicht zuletzt der eigene Widerstand, wenn Schweighöfer, schlafend, Zehrfelds Zehen lutschen und dieser, hungernd, eine krabbelnde Spinne essen muss.“

„Was 12 Meter ohne Kopf aber ebenso äußerst sehenswert macht, sind die Kulissen, die Bauwerke und historischen Schauplätze. Vor allem Hamburg und die kleine Hafenstadt, in der die Piraten Zuflucht suchen, bieten historisch plausible Orte, die ebenso gekoppelt sind an beeindruckende Aufnahmen der Natur; und das sowohl auf hoher See, als auch an Land. Was die Kulissen und die Wahl des Production Designs betrifft, hat man sich an Vorbilder gehalten wie den – weitaus weniger lustigen – Historienfilm Luther, der abseits von groß angekündigten und künstlerisch wie kommerziell grandios gescheiterten TV-Filmen steht, die den Stoff von Mythen und Legenden in oftmals kurzer Zeit für das Fernsehen herunter brechen. Die Bauten und Kostüme sind hier also nicht nur leeres Material, um das Bild zu füllen, sondern gehen mit dem Spiel der Darsteller und der Handlung eine Symbiose ein und bilden das stimmige Bild einer echten Piratengeschichte. Anders als in Filmen wie Sven Unterwaldts Komödie Siegfried, erspart uns Thaddickens Film die künstlichen Versuche durch aufgetragene Überbetonung den Flair einer längst vergangenen Zeit heraufzubeschwören. Ein Kritikpunkt mag dabei sonderbarer Natur sein, trifft er doch nicht den Film direkt, sondern den Trailer: Dort werden Männer präsentiert, die für alles bereit seien, „nur nicht für die Liebe“. Im Gegensatz zum Trailer ist dieser Aspekt im Film aber eher nebensächlich. Nur Störtebeker selbst hadert immer wieder mit seinen Gefühlen, die jedoch vorerst unterschwellig bleiben; finden sich Frauen und so auch die Angebetete ohnehin nur an Land. Die Liebe fährt zwar mit, hat aber nicht das Kommando an Bord und bildet nicht das Narrativ des Films. Zuschauer, die sich dies vom Film erwarten, werden daher enttäuscht.“

Die Deutsche Film- und Medienbewertung FBW in Wiesbaden verlieh dem Film das Prädikat wertvoll.